# Bathypathes bayeri
Bathypathes bayeri is een Antipathariasoort uit de familie van de Schizopathidae. De wetenschappelijke naam van de soort is voor het eerst geldig gepubliceerd in 2001 door Opresko.